# Powiat Devecser
Powiat Devecser (węg. Devecseri járás) – jeden z dziesięciu powiatów komitatu Veszprém na Węgrzech. Siedzibą władz jest miasto Devecser.

## Miejscowości powiatu Devecser
- Adorjánháza
- Apácatorna
- Borszörcsök
- Csögle
- Dabrony
- Doba
- Egeralja
- Iszkáz
- Kamond
- Karakószörcsök
- Kerta
- Kisberzeny
- Kiscsősz
- Kispirit
- Kisszőlős
- Kolontár
- Nagyalásony
- Nagypirit
- Noszlop
- Oroszi
- Pusztamiske
- Somlójenő
- Somlószőlős
- Somlóvásárhely
- Somlóvecse
- Tüskevár
- Vid[2]